# シュタイン多様体
数学の多変数複素函数論および複素多様体論におけるシュタイン多様体（シュタインたようたい、英: Stein manifold）とは、複素 n 次元ベクトル空間のある複素部分多様体のことを言う。考案者の Karl Stein (1951) の名にちなむ。同様の概念にシュタイン空間（Stein space）があるが、こちらは特異性を持つことも許されている。シュタイン空間は、代数幾何学におけるアフィン多様体、あるいはアフィンスキームと類似の概念である。

## 定義
複素次元 {\displaystyle n} の複素多様体 {\displaystyle X} は、次の条件を満たすときシュタイン多様体と呼ばれる：
- {\displaystyle X} は正則凸である。すなわち、すべてのコンパクト部分集合 {\displaystyle K\subset X} に対して、いわゆる正則凸包

{\displaystyle {\bar {K}}=\{z\in X:|f(z)|\leq \sup _{K}|f|\ \forall f\in {\mathcal {O}}(X)\},}
もまた {\displaystyle X} のコンパクト部分集合となる。ここで {\displaystyle {\mathcal {O}}(X)} は {\displaystyle X} 上の正則函数の環を表す。
- {\displaystyle X} は正則分離である。すなわち、{\displaystyle x\neq y} を {\displaystyle X} 内の二点としたとき、ある正則函数

{\displaystyle f\in {\mathcal {O}}(X)}
で {\displaystyle f(x)\neq f(y)} を満たすものが存在する。

## 非コンパクトなリーマン面とシュタイン多様体
X を連結かつ非コンパクトなリーマン面とする。ベーンケとシュタインの 1948 年の重要な定理では、このとき X はシュタイン多様体であることが主張されている。
グラウエルトとロールによる 1956 年の別の結果ではさらに、X 上のすべての正則ベクトル束は自明であることが主張された。
特に、すべての直線束は自明であるため、{\displaystyle H^{1}(X,{\mathcal {O}}_{X}^{*})=0} が成立する。指数層系列は次の完全系列を導く：
{\displaystyle H^{1}(X,{\mathcal {O}}_{X})\longrightarrow H^{1}(X,{\mathcal {O}}_{X}^{*})\longrightarrow H^{2}(X,\mathbb {Z} )\longrightarrow H^{2}(X,{\mathcal {O}}_{X}).}
今、カルタンの定理 B により、{\displaystyle H^{1}(X,{\mathcal {O}}_{X})=H^{2}(X,{\mathcal {O}}_{X})=0} であるため、{\displaystyle H^{2}(X,\mathbb {Z} )=0} である。
これはクザン問題の、特に第二クザン問題の解と関連している。

## シュタイン多様体の性質と例
- 標準的な複素空間 {\displaystyle \mathbb {C} ^{n}} はシュタイン多様体である。
- {\displaystyle \mathbb {C} ^{n}} 内のすべての正則領域はシュタイン多様体である。
- シュタイン多様体のすべての閉複素部分多様体もまたシュタイン多様体であることは、容易に示すことが出来る。
- シュタイン多様体に対する埋め込み定理は次のものである：複素 {\displaystyle n} 次元のすべてのシュタイン多様体 {\displaystyle X} は、双正則固有写像によって {\displaystyle \mathbb {C} ^{2n+1}} に埋め込むことが出来る。

これらの事実よりシュタイン多様体は、（埋め込みが双正則であるために）複素構造が全体空間のものと等しい、複素空間の閉複素部分多様体であることが分かる。
- 複素 1 次元において、シュタインの条件は次のように簡易化できる：ある連結リーマン面がシュタイン多様体であるための必要十分条件は、それがコンパクトでないことである。これはベーンケとシュタインによって、リーマン面に対するルンゲの定理の変形版を利用することで証明された。
- すべてのシュタイン多様体 {\displaystyle X} は正則分離である。すなわち、すべての点 {\displaystyle x\in X} に対して、{\displaystyle x} のある開近傍に制限されたときに局所座標系を形成するような、{\displaystyle X} 全体で定義される {\displaystyle n} 個の正則函数が存在する。

- シュタイン多様体であることは、（複素）強擬凸多様体であることと同値である。この後半の条件は、擬凸（あるいは多重劣調和）なエグゾースチョン函数が存在することを意味する。但しそのような函数は、{\displaystyle i\partial {\bar {\partial }}\psi >0} を満たす {\displaystyle X} 上の（モース函数と仮定されることもある）ある滑らかな実函数 {\displaystyle \psi } で、すべての実数 {\displaystyle c} に対して部分集合 {\displaystyle \{z\in X,\psi (z)\leq c\}} が {\displaystyle X} 内でコンパクトとなるようなものである。これはいわゆる、エフジェニオ・エリア・レヴィ（英語版）(Eugenio Elia Levi) (1911) にちなんで名付けられたレヴィ問題の解でもある[1]。この函数 {\displaystyle \psi } は、境界がシュタイン領域と呼ばれるような対応するコンパクト複素多様体のクラスに対する、シュタイン多様体の一般化を与えるものである。シュタイン多様体は原像 {\displaystyle \{z|-\infty \leq \psi (z)\leq c\}} である。以上のことから、研究者によってはこの多様体のことを狭義擬凸多様体（strictly pseudoconvex manifold）と呼ぶこともある。
- 上述の項目と関連して、複素 2 次元の場合、同値かつより位相的な別の条件として次のものが存在する：ある複素曲面 X がシュタイン多様体であるとは、その臨界点を除いて原像 Xc = f−1(c) への複素 tangency の場が、 f−1(−∞,c) の境界としての通常の向きと一致する Xc 上の向きを導く接触構造（英語版）であるような X 上のある実数値モース函数 f が存在することを言う。すなわち、f−1(−∞,c) は Xc の Stein filling である。

このような多様体の更なる特徴付けは多く存在し、特に複素数に値を取る多くの正則函数を持つという性質が挙げられる。例えば層コホモロジーに関連するカルタンの定理 A, Bを参照されたい。第一の動機は、解析函数の（極大）解析接続の定義域の性質を表現することであった。
類似の概念が多く存在する GAGA において、シュタイン多様体はアフィン多様体に対応する。
シュタイン多様体はある意味において、複素数からそれ自身への「多くの」正則函数を許すような複素解析学における楕円多様体（elliptic manifold）の対となるものである。シュタイン多様体が楕円型であるための必要十分条件は、それがいわゆる正則ホモトピー論（holomorphic homotopy theory）の意味での fibrant であることであることが知られている。

## 滑らかな多様体との関係
次元が 2n で、指数が n 以下のハンドルのみを持つすべてのコンパクトかつ滑らかな多様体は、n>2 ならばシュタイン構造を持ち、n=2 ならば 2-ハンドルにある枠（Thurston-Bennequin 枠より小さい枠）が付いている場合に限り、同様の性質が成り立つ。すべての閉かつ滑らかな 4-多様体は、共通の境界に沿って接着される二つの 4次元シュタイン多様体の合併である。